# كوري فاولر (لاعب كرة قدم أمريكية)
كوري فاولر (بالإنجليزية: Corey Fuller)‏ هو لاعب كرة قدم أمريكية أمريكي، ولد في 23 يونيو 1990 في بالتيمور في الولايات المتحدة.

## وصلات خارجية
- كوري فاولر على موقع مرجع كرة القدم المحترفة.كوم (الإنجليزية)